# Площадь Независимости (Подгорица)
Пло́щадь Незави́симости (серб. Trg nezavisnosti); — центральная и крупнейшая площадь города Подгорица, Черногория, расположенная в районе Миркова (Нова Варош), который является административным и социально-культурным центром города. Площадь объекта составляет 15000 квадратных метров. На площади расположены городская библиотека "Радосав Люмович" и государственная галерея "Арт", а также памятник воеводе Мирко Петровичу и черногорским воинам, участвовавшим в освободительных войнах.

## Местоположение
Площадь граничит с улицей Слободе (улица Свободы) на востоке, Негошевой улицей на западе. Бокешка и Вучедольская улицы образуют северную и южную границы площади соответственно. Площадь Независимости имеет прямоугольную форму и по длине украшена двумя аллеями с дубами и пальмами.

## История площади
Во времена королевства Черногория её правитель Никола I планировал построить на этом месте небольшую прогулочную зону и рынок. После включения Черногории в состав Югославии площадь была названа в честь короля Александра I.
После Второй мировой войны она получила название площадь Ивана Милутиновича - в честь известного черногорского политика-коммуниста и национального героя.
Когда в 2006 году Черногория провозгласила независимость, площадь была полностью отремонтирована и переименована в Площадь Республики. Масштабную реконструкцию возглавил инженер-архитектор Младен Дурович.
Площадь расширили, сделали пешеходной, украсили колоннадами, пальмами и водными каналами, а в центре построили большой фонтан, вокруг которого регулярно проходят гуляния, митинги и базары.
Весь проект обошелся примерно в 2,5 миллиона евро. 
Площадь была очень важным местом в Подгорице, но потеряла свое социальное значение со строительством торгового центра Дельта Сити. Тем не менее, и сейчас на площади проходят многочисленные спортивные соревнования и государственные мероприятия.
В 2016 году площадь Республики была переименована в площадь Независимости. 

## Галерея

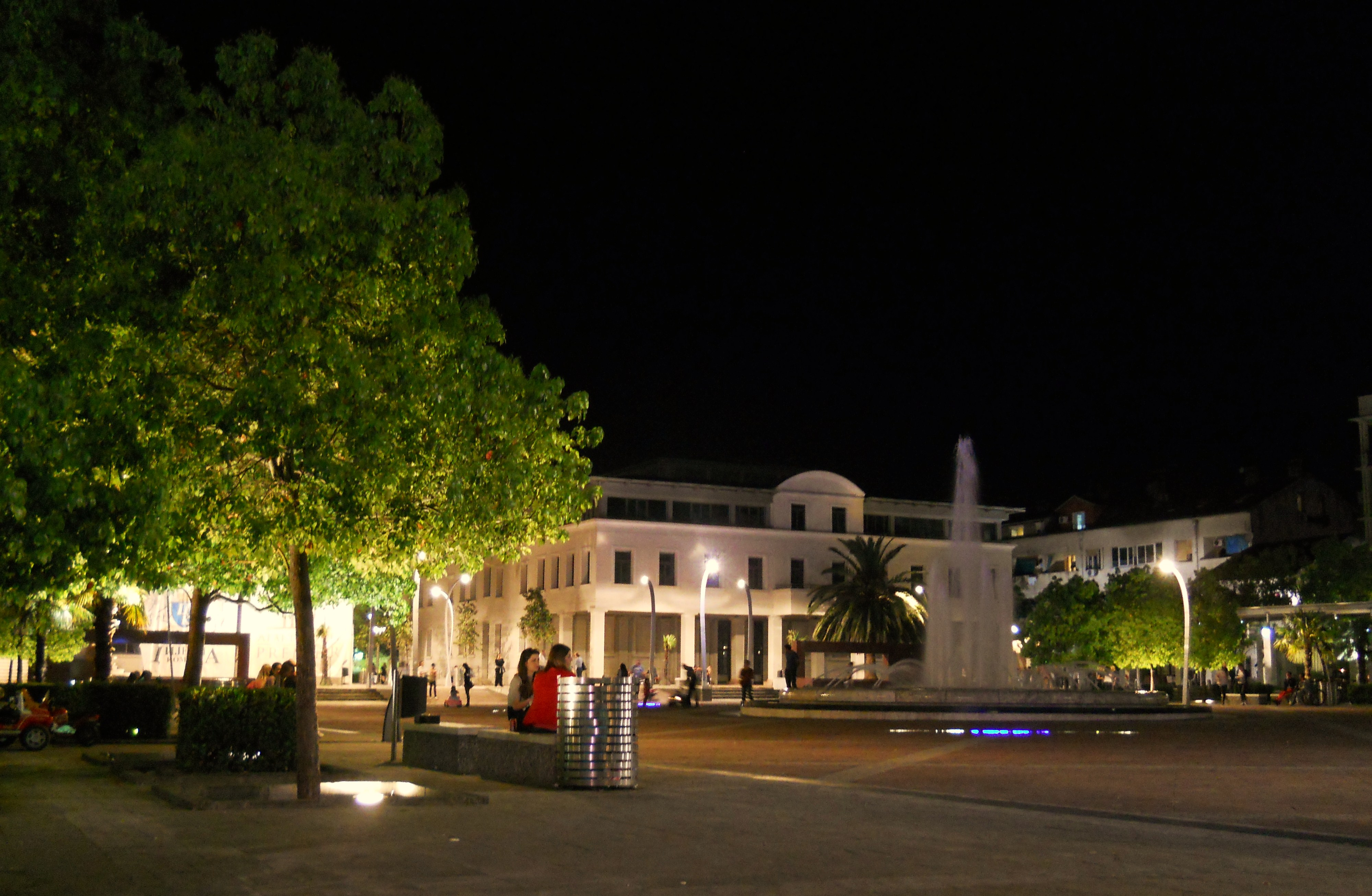
Площадь Независимости ночью
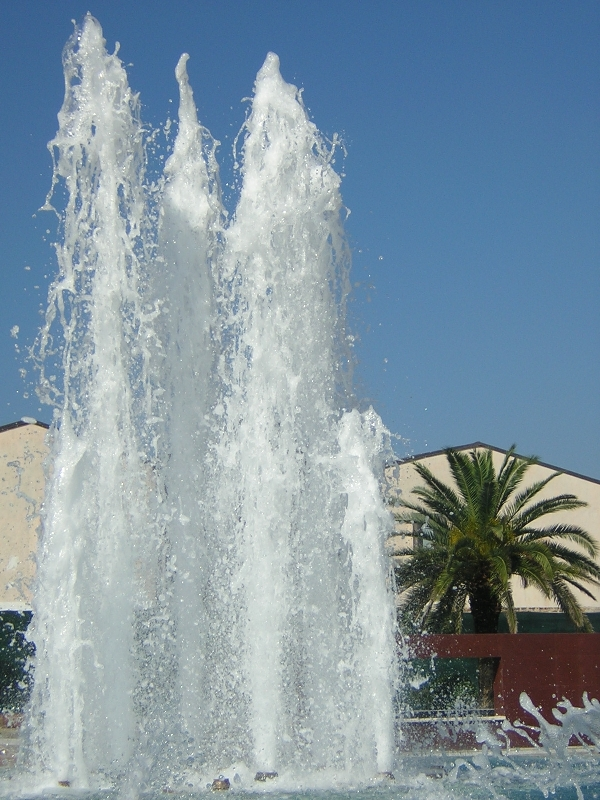
Фонтан на площади
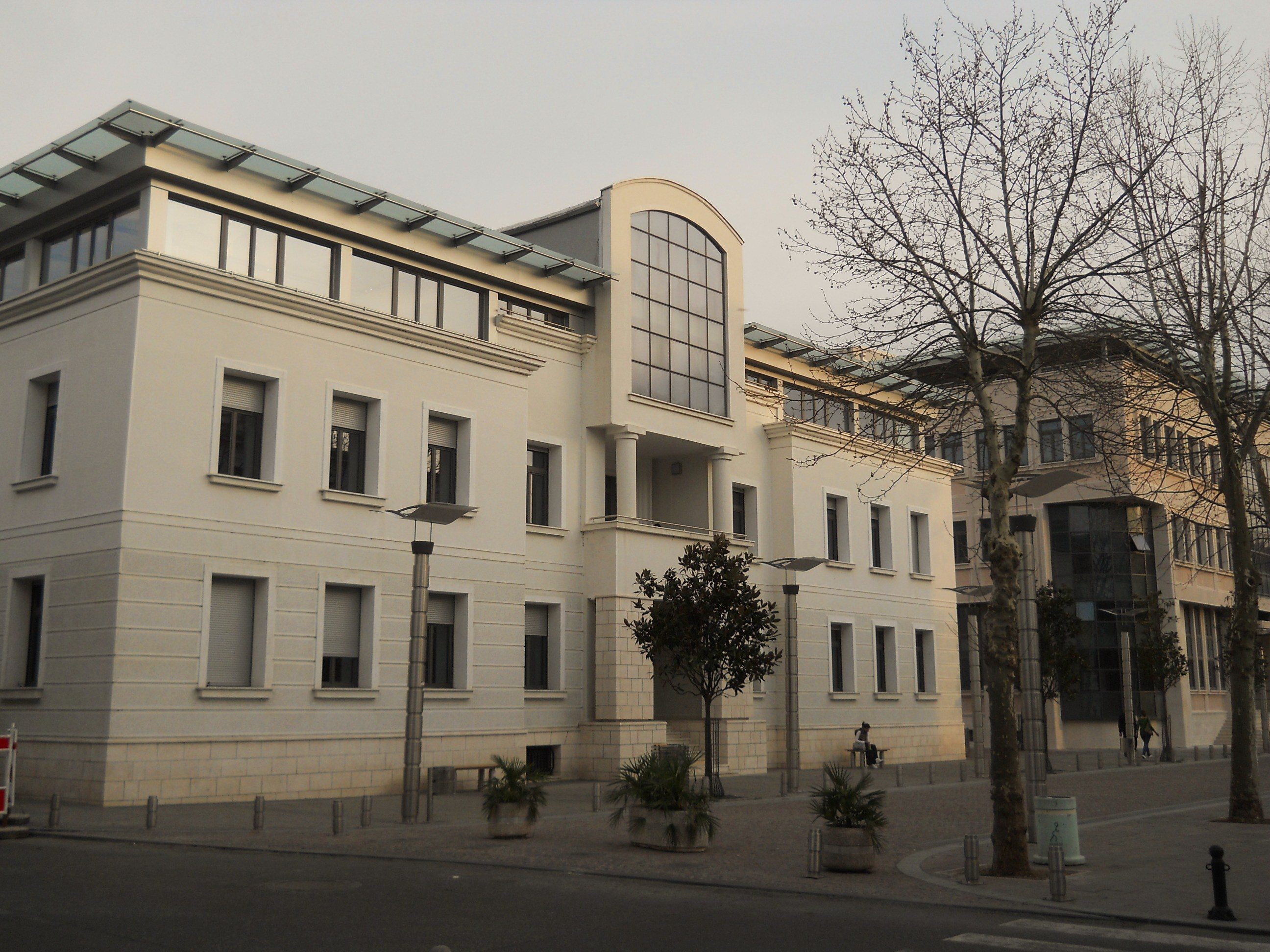
Библиотека Радосава Люмовича